# Sokratis Papastathópulos
Sokratis Papastathópulos (Calamata, Grècia, 9 de juny de 1988) és un exfutbolista grec que jugava com a defensa.

## Clubs

### AEK Atenes FC
Papastathópulos es va unir a l'AEK Athens per €30.000. El 26 d'octubre de 2005 és el seu debut en AEK Atenes FC en la Copa de Grècia en un partit contra PAS Giannina marcant en el setè minut (aquest partit acabaria 3-0 a favor de l'AEK Atenes FC).

### Niki Volou
El gener de 2006 el jugà en la Segona Divisió de Grècia per al Niki Volou per 6 mesos tingué un total de 15 aparicions amb el Niki Volou.

### Retorn a l'AEK Atenes FC
La temporada 2006-2007 de la Súper Lliga de Grècia, Papastathópulos en la seua volta al club amb 14 partits jugats es convertí en un dels favorits de Bruno Cirillo, Traianós Del·las i Vangelis Moras per a quedar-se en el planter titular. En La Lliga de Campions de la UEFA 2006-2007, Papastathópulos jugà 3 partits. En eixos 3 partit l'AEK Atenes FC aconseguí 1 victòria (la famosa victòria 1-0 contra l'AC Milà), 1 empat (2-2 contra RSC Anderlecht de Bèlgica) i un partit perdut(3-1 contra Lille OSC). La temporada 2007-2008, es retira del planter per a incorporar-se al Genoa.

### Genoa
L'1 d'agost de 2008 Sokratis Papastathópulos s'integra al planter del Genoa, €4.000.000. Debuta en el Genoa el 27 de setembre d'eixe any enfront del Fiorentina, el seu primer gol amb la samarreta del Genoa fou el 5 d'octubre de 2008 de visitant contra la SSC Napoli. Genoa guanye eixe partit 3-2, Papastathópulos ficà el gol de la victòria en el minut 89.

### Rècords
El 14 de maig de 2008 enfront del Panathinaikos FC és el jugador amb menor edat a ser capità de l'AEK Atenes FC amb 19 anys.